# جون سيمبسون (ملاكم)
جون سيمبسون (بالإنجليزية: John Simpson)‏ (26 يوليو 1983 بغرينوك في المملكة المتحدة - ) هو ملاكم بريطاني، صنّف ضمن فئة وزن الريشة ‏.

## إحصائيات
خاض خلال مسيرته 37 نزالا، فاز في 26 ولم يتعادل وخسر في 11. فاز بالضربة القاضية في 11 نزالا.

## روابط خارجية
- جون سيمبسون على موقع بوكس ريك (الإنجليزية) (registration required)